# I re di sabbia
I re di sabbia è una raccolta di sette racconti e novelle di fantasy e fantascienza del romanziere statunitense George R. R. Martin, pubblicata da Arnoldo Mondadori Editore nel 2008. Si tratta del secondo tomo dell'edizione italiana della raccolta GRRM: A RRetrospective (Subterranean Press, 2003), che riunisce trentaquattro scritti brevi composti fra 1967 e 1998.

## Contenuti
Dei sette testi raccolti in questo volume, due (il secondo e il terzo) sono autoconclusivi, uno (il settimo) è il primo episodio della sotto-serie di Dunk & Egg entro le Cronache del ghiaccio e del fuoco, e i rimanenti quattro si svolgono nell'universo narrativo dei Mille Mondi.
- "La via della croce e del drago" ("The Way of Cross and Dragon") in Omni giugno 1979.
- "Il drago di ghiaccio" ("The Ice Dragon") nell'antologia Dragons of Light, a cura di Orson Scott Card, Ace Books, 1980.
- "Nelle terre perdute" ("In the Lost Lands"), nell'antologia Amazons II, a cura di Jessica Amanda Salmonson, DAW Collectors 485, DAW Books, 1982.
- "Re della sabbia" ("Sandkings") in Omni agosto 1979.
- I passeggeri della Nightflyer (Nightflyers) in Analog Science Fiction/Science Fact aprile 1980.
- "Il fiore di vetro" ("The Glass Flower") in Isaac Asimov's Science Fiction Magazine settembre 1986.
- Il cavaliere errante (The Hedge Knight) nell'antologia Legends (Legends), a cura di Robert Silverberg, Tor Books, 1998.

## Edizioni
La prima edizione italiana è stata tradotta da Giusi Valent e Guido Lagomarsino e pubblicata da Arnoldo Mondadori Editore nella collana I Massimi della Fantascienza nel 2008; è stata ristampata in brossura tascabile in Oscar Mondadori ISBN 978-88-04-57705-8

## Prosecuzione
La traduzione in più volumi tascabili della raccolta GRRM: A RRetrospective fu lasciata interrotta a questo secondo tomo e i rimanenti contenuti dell'opera originale (diciassette testi su trentaquattro) sono rimasti inediti per i successivi otto anni: nel 2016 Mondadori ha infine dato alle stampe una traduzione integrale dell'opera intitolata I Canti del Sogno, divisa in due tomi e pubblicata nella collana Oscar Draghi.